# Edu Coutinho
Eduardo Sales Coutinho (Salvador, 11 de abril de 1992) é um ator, jornalista e pesquisador brasileiro. 

## Biografia e carreira
Edu Coutinho nasceu em Salvador, Bahia, Brasil, onde se formou como jornalista pela Faculdade de Comunicação da Universidade Federal da Bahia. Sua formação como ator aconteceu nos palcos e em espaços como o Curso Livre da Escola de Teatro da UFBA e o Teatro Vila Velha. Mais tarde, tornou-se Mestre em Artes Cênicas pela UFBA. Atuou em diversos espetáculos teatrais em Salvador e estreou na televisão em 2019 como o personagem Fábio da novela Bom Sucesso, da Rede Globo. Interpretou o personagem Sérgio na série Santo, co-produção Brasil-Espanha lançada pela Netflix em 2022, e o personagem Noan na oitava temporada da série Reis, lançada pela Record Tv em 2023. É apresentador do programa "Lusófonos", na Educadora FM e TVE Bahia, dedicado à difusão de artistas musicais de países de língua portuguesa.